# سيلدي
سيلدي هي قرية في داغستان، روسيا. وهي قريبة من حدود الشيشان، ويبلغ عدد سكانها 208 حسب إحصاء 2010.
تشتهر بكونها مسقط رأس مدرب السامبو القتالي الروسي عبد المناف نورمحمدوف، وابنه بطل اليو أف سي غير المنهزم حبيب نورمحمدوف.

## أعيانها
- عب المناف نورمحمدوف، مدرب السامبو القتالي الداغستاني.
- حبيب نور محمدوف، بطل العالم غير المهزوم في اليو أف سي.